# 863 Benkoela
863 Benkoela è un asteroide della fascia principale del diametro medio di circa 27,06 km. Scoperto nel 1917, presenta un'orbita caratterizzata da un semiasse maggiore pari a 3,2013489 UA e da un'eccentricità di 0,0361471, inclinata di 25,39163° rispetto all'eclittica.
Il suo nome fa riferimento alla provincia Bengkulu, in Indonesia.